# شافريرا غولدفاسر
شافريرا جولدواسير (بالعبرية: שפי גולדווסר‏) (بالإنجليزية: Shafrira Goldwasser) ولدت في عام 1958 ، إنها بروفيسورة في الهندسة الكهربائية وفي علوم الحاسوب في معهد الماساشوسيسيس للتكنولوجيا وبروفيسور في علوم الرياضيات في معهد وزمان للعلوم في إسرائيل.

## السيرة الذاتية
ولدت غولدفاسر في مدينة نيويورك، وحصلت على درجة البكالوريوس عام 1979 في الرياضيات من جامعة كارنيغي ميلون وحصلت على درجة الماجستير في العلوم عام 1981 والدكتوراه في علوم الحاسب سنة 1983 من جامعة كاليفورنيا في بيركلي. انضمت في عام 1983 إلى معهد ماساتشوستس للتكنولوجيا، وفي عام 1997 أصبحت أول حامل درجة الأستذة من RSA . هي عضو في مجموعة نظرية الحاسوب في معهد ماساتشوستس للتكنولوجيا لعلوم الحاسب الآلي ومختبر الذكاء الاصطناعي. لها شقيقان، ناثان وريفكا.

## المهنة العلمية
محيط أبحاث جولدواستر يشمل على نظرية الحوسبة المركبة ونظرية التشفير والرقم المحوسب. كما أنها شاركت في اختراع البراهين المعروفة للصفر بشكل احتمالي وتفاعلي، وبصحة هذا التأكيد ودون نقل أي معرفة اضافية، هذه الاثباتات تعد المفتاح في تصميم بروتوكولات التشفير.
جوائز أخرى تشمل جائزة غريس هوبرمواري (1996)ACM لأفضل شابة محترفة كمبيوتر للعام، وجائزة RSA في الرياضيات عام (1998) للمساهمات البارزة في الترميز الرياضي. في عام 2001 تم انتخابها في الأكاديمية الأمريكية للفنون والعلوم، في عام 2004 تم انتخابها في الأكاديمية الوطنية للعلوم، وفي عام 2005 إلى الأكاديمية الوطنية للهندسة.
تم اختيـارها بصفة زميل IACR في عام 2007 وتلقت غولدويسر جائزة محاضر أثينا لعام 2008 - 2009 من لجنة الحاسبات الميكانيكية للنساء في الحوسبة
وهي المستفيدة من معهد فرانكلين لعام 2010 بميداليـة بنيامين فرانكلين للحاسوب والعلوم المعرفية حصلت على جائزة 	IEEE «إيمانويل بيور» لعام 2011